# Евгений фон Вюртемберг (1820–1875)
Вижте пояснителната страница за други личности с името Евгений фон Вюртемберг.
Евгений (Ойген) Вилхелм Александер Ердман фон Вюртемберг (на немски: Eugen Wilhelm Alexander Erdmann von Württemberg; * 25 декември 1820 в Бад Карлсруе, Силезия, Полша; † 8 януари 1875 също там) от Вюртембергската линия Карлсруе от херцогство Вюртемберг е пруски генерал на кавалерията.
Той е син на имперско-руския генерал Евгений фон Вюртемберг (1788 – 1857) и първата му съпруга принцеса Матилда фон Валдек-Пирмонт (1801 – 1825), дъщеря на княз Георг I фон Валдек-Пирмонт (1747 – 1813) и принцеса Августа фон Шварцбург-Зондерсхаузен (1768 – 1849).
Сестра му Мария (1818 – 1888) се омъжва 1845 г. за ландграф Карл II фон Хесен-Филипстал (1803 – 1868). Полубрат е на Вилхелм (1828 – 1896), Николаус (1833 – 1903), Александрина (1829 – 1913) и на Агнес (1835 – 1886), омъжена 1858 г. за княз Хайнрих XIV Ройс млада линия (1832 – 1913).
Евгений е от 1838 г. на руска служба. На 6 декември 1842 г. той влиза в пруската войска и напуска на 9 юни 1859 г. На 15 ноември 1861 г. отново е на военна служба (à la suite). През 1870/1871 г. той е генерал-лейтенант през войната против Франция и при обсадата на Париж. Получава 2 ордена. През 1873 г. той е генерал на кавалерията. Той умира на 8 януари 1875 г. на 54 години в Карлсруе (Покой), Силезия.

## Фамилия
Евгений се жени на 15 юли 1843 г. в Бюкебург, Долна Саксония за принцеса Матилда фон Шаумбург-Липе (* 11 септември 1818 в Бюкебург; † 14 август 1891 в Карлсруе, Силезия), дъщеря на княз Георг Вилхелм фон Шаумбург-Липе (1784 – 1860) и съпругата му принцеса Ида Каролина фон Валдек-Пирмонт (1796 – 1869). Те имат децата:
- Вилхелмина Евгения Августа Ида Хелена (1844 – 1892), омъжена на 8 май 1868 г. в Карлсруе за нейния чичо генерал Николаус (1833 – 1903)
- Вилхелм Евгений Август Георг (1846 – 1877), женен на 8 май 1874 г. в Щутгарт за велика княгиня Вера от Русия (1854 – 1912), внучка на руския цар Николай I (1796 – 1855)
- Паулина Матилда Ида (1854 – 1914), омъжена на 1 май 1880 г. в Карлсруе, Силезия за лекаря др. Мелхор Ханс Отокар Вилим (1855 – 1910)